# Variantieanalyse
Variantieanalyse, een begrip uit de statistiek, vaak aangeduid als ANOVA (van het Engelse Analysis of variance), is een toetsingsprocedure om na te gaan of de populatiegemiddelden van meer dan 2 groepen van elkaar verschillen. Het is in die zin een generalisatie van de t-toets voor twee steekproeven. De term variantieanalyse verwijst naar de uiteenlegging (analyse) van de totale variantie van de gemeten grootheid in twee delen, de variantie binnen de groepen (binnenvariantie) en de variantie tussen de groepen (tussenvariantie) die met elkaar vergeleken worden. De analysetechniek werd in de jaren 1920–1930 ontwikkeld door Brits statisticus en geneticus Ronald Aylmer Fisher.

## Voorbeeld
Een eenvoudig voorbeeld, met drie groepen, zal de gedachtegang verduidelijken.
De vraag is of er tussen drie verschillende groepen wat de lichaamslengte van de personen uit die groepen betreft, systematische verschillen zijn, of dat eventuele verschillen zuiver op toeval berusten. Om dat te onderzoeken worden Friezen, Hollanders en Limburgers met elkaar vergeleken.  Is de lichaamslengte in deze groepen gemiddeld genomen dezelfde, of zijn er systematische verschillen? Duidelijk is dat binnen elke groep al verschillen in lengte zijn. Niet alle Hollanders zijn even lang en ook niet alle Friezen en Limburgers. De vraag is of er ook tussen de groepen verschillen zijn. Of bijvoorbeeld de gemiddelde lengte van Friezen anders is dan de gemiddelde lengte van Limburgers. Of de verschillende groepen een bron van variatie zijn. Natuurlijk zullen de gemiddelden van de drie groepen niet precies aan elkaar gelijk zijn. Het gaat erom of deze verschillen tussen de groepen vergelijkbaar zijn met, of veel groter zijn dan de verschillen binnen de groepen. Daartoe worden steekproeven genomen en de totale "variantie", die een maat is voor de variatie, uiteengelegd, geanalyseerd, in twee componenten, de variantie binnen de groepen en de variantie tussen de groepen. Door vergelijken van deze twee componenten kan beslist worden of de groepsgemiddelden als verschillend beschouwd mogen worden of niet.
Het bovenstaande is een voorbeeld van een eenweg-variantieanalyse. Er is sprake van één factor (afkomst), en drie niveaus (de drie groepen, Friezen, Hollanders en Limburgers). Er wordt gekeken naar of de gemiddelde waarden voor de variabele (in dit geval lengte) significant meer verschillen tussen de individuele niveaus van de factor dan dat ze verschillen binnen de individuele niveaus.

## Formules
Als model wordt aangenomen dat de lichaamslengte in elk van de {\displaystyle I=3} groepen een normale verdeling heeft, met verwachtingswaarden respectievelijk {\displaystyle \mu _{1},\ \mu _{2}} en {\displaystyle \mu _{3}} en voor elke groep dezelfde variantie {\displaystyle \sigma ^{2}}.
Het is gebruikelijk om het gemiddelde niveau van de {\displaystyle I} groepen met {\displaystyle \mu } aan te duiden en de afwijkingen daarvan met {\displaystyle \alpha _{i},} dus:
{\displaystyle \mu _{i}=\mu +\alpha _{i}},
zodat:
{\displaystyle \sum \alpha _{i}=0}
De systematische verschillen komen dan tot uiting in de {\displaystyle \alpha _{i}}'s.
Uit de groepen worden (onafhankelijke, aselecte) steekproeven genomen, voor het gemak alle van dezelfde omvang {\displaystyle K}:
{\displaystyle X_{11},\ldots ,X_{1K},X_{21},\ldots ,X_{2K},X_{31},\ldots ,X_{3K}}
Voor een zo'n element kan men schrijven:
{\displaystyle X_{ik}=\mu +\alpha _{i}+U_{ik}}
Zo is de lengte van de eerste gemeten Fries: 
{\displaystyle X_{11}=\mu +\alpha _{1}+U_{11}},
dus de som van het algemeen gemiddelde {\displaystyle \mu }, de afwijking {\displaystyle \alpha _{1}} daarvan voor Friezen in het algemeen, en een persoonlijke bijdrage {\displaystyle U_{11}}. De persoonlijke bijdragen (storingstermen) ({\displaystyle U_{ij}}) zijn onderling onafhankelijk en alle {\displaystyle N(0,\sigma ^{2})}-verdeeld.
Als voorbeeld worden de volgende eenvoudige, fictieve getallen als uitkomst van de steekproef genomen:
Friezen: 171,181,191
Hollanders: 169,179,189
Limburgers: 161,171,181
De totale kwadratensom {\displaystyle SST} van afwijkingen t.o.v. het algemeen gemiddelde {\displaystyle X..} (het is gebruikelijk om gemiddelden aan te geven door de index waarover gemiddeld is, te vervangen door een stip) kan als volgt uiteengelegd worden:
{\displaystyle SST=\sum (X_{ik}-X..)^{2}=}
{\displaystyle =\sum _{i,k}(X_{ik}-X_{i}.+X_{i}.-X..)^{2}=}
{\displaystyle =\sum _{i,k}(X_{ik}-X_{i}.)^{2}+K\sum _{i}(X_{i}.-X..)^{2}}
In de steekproef is {\displaystyle X..=177}, zodat
{\displaystyle SST=36+16+196+64+4+144+256+36+16=768}
De eerste component,
{\displaystyle SSR=\sum _{i,k}(X_{ik}-X_{i}.)^{2}},
beschrijft de resterende variatie binnen de groepen als gevolg van de afwijkingen binnen elke groep ten opzichte van het groepsgemiddelde.
De tweede component,
{\displaystyle SSA=K\sum _{i}(X_{i}.-X..)^{2}},
beschrijft de variatie tussen de groepen als gevolg van de afwijkingen van de groepsgemiddelden ten opzichte van het algemeen gemiddelde.
In de steekproef is:
{\displaystyle X_{1}.=181,\ X_{2}.=179} en {\displaystyle X_{3}.=171},
zodat 
{\displaystyle SSR=600} en {\displaystyle SSA=168}
Onder de nulhypothese van geen verschillen geldt voor de verdelingen:
{\displaystyle SSR/\sigma ^{2}}
is chi-kwadraatverdeeld met {\displaystyle I(K-1)} vrijheidsgraden, en
{\displaystyle SSA/\sigma ^{2}}
is chi-kwadraatverdeeld met {\displaystyle I-1} vrijheidsgraden.
Onder de gemiddelde kwadratensom verstaat men de kwadratensom gedeeld door de bijbehorende vrijheidsgraden:
{\displaystyle MSR=SSR/(I(K-1))}
en
{\displaystyle MSA=SSA/(I-1)}
In de steekproef: {\displaystyle MSA=168/2=84} en {\displaystyle MSE=600/6=100}.
Als toetsingsgrootheid {\displaystyle F} neemt men het quotiënt van deze gemiddelde kwadratensommen:
{\displaystyle F=MSA/MSR}
Als de nulhypothese waar is, heeft {\displaystyle F} een F-verdeling met {\displaystyle I-1} vrijheidsgraden in de teller en {\displaystyle I(K-1)} in de noemer. Merk op dat de onbekende parameter {\displaystyle \sigma ^{2}} bij het delen is weggevallen. Is de nulhypothese niet waar, dan kan men vrij eenvoudig inzien dat {\displaystyle F} statistisch grotere waarden zal aannemen. De nulhypothese wordt dus verworpen voor grote waarden van {\displaystyle F}.
In het voorbeeld is dus: {\displaystyle F=84/100=0{,}84}. Aangezien {\displaystyle F<1}, is de overschrijdingskans {\displaystyle p>0{,}5}; dus is er geen reden om de nulhypothese te verwerpen.

## Tabel
De resultaten van de berekeningen worden meestal weergegeven in een variantieanalysetabel:
| factor | vrijheidsgraden | kwadr.som | gem.kwadr.som | {\displaystyle F} | {\displaystyle p}-waarde |
|        |                 |           |               |                   |                          |
| groep  | 2               | 168       | 84            | 0,84              | > 0,5                    |
| error  | 6               | 600       | 100           |                   |                          |
|        |                 |           |               |                   |                          |
| totaal | 8               | 768       |               |                   |                          |
Dat de steekproef niet significant is, hadden we vrij direct kunnen zien, aangezien binnen de groepen afwijkingen van 10 ten opzichte van het groepsgemiddelde voorkomen en de verschillen tussen de groepsgemiddelden niet groter dan 10 zijn.
Als de variatie binnen de groepen als volgt verkleind wordt:
Friezen: 180,181,182
Hollanders: 178,179,180
Limburgers: 170,171,172
blijven de groepsgemiddelden gelijk, en dus is weer:
{\displaystyle SSA=3\cdot (16+4+36)=168}
Maar nu is:
{\displaystyle SST=9+16+25+1+4+9+49+36+25=174}
en
{\displaystyle SSE=6}
De verschillen tussen de groepen zijn nu veel groter dan binnen de groepen.
De variantieanalysetabel wordt nu:	
| factor | vrijheidsgraden | kwadr.som | gem.kwadr.som | {\displaystyle F} | {\displaystyle p}-waarde |
|        |                 |           |               |                   |                          |
| groep  | 2               | 168       | 84            | 84                | ≈ 0                      |
| error  | 6               | 6         | 1             |                   |                          |
|        |                 |           |               |                   |                          |
| totaal | 8               | 174       |               |                   |                          |
Er is dus alle reden om aan te nemen dat de groepsgemiddelden onderling verschillen.

## Meerweg-variantieanalyse
Een soortgelijke analyse kan ook gedaan worden met meer factoren. Men spreekt dan van meerweg-variantieanalyse, of naar het aantal beschouwde factoren van bijvoorbeeld drieweg-, vierweg-variantieanalyse. Een complicatie daarbij is dat de factoren elkaar kunnen beïnvloeden, wat aangeduid wordt als interactie. Ook worden met toenemend aantal factoren de formules ingewikkelder en minder overzichtelijk. Een belangrijk praktisch nadeel van veel factoren is de noodzakelijk grote steekproefomvang voor een betrouwbare analyse.

### Voorbeeld
Als voorbeeld een tweeweg-variantieanalyse.
In een onderzoek naar de opbrengst van tarwesoorten in relatie met de bodemgesteldheid, worden 4 soorten tarwe vergeleken elk groeiend op 3 grondsoorten. Er zijn dus twee factoren: soort op 4 niveaus en grond op 3 niveaus. De opbrengst {\displaystyle X} van een tarwe-aar wordt gemodelleerd als:
{\displaystyle X_{ijk}=\mu +\alpha _{i}+\beta _{j}+\alpha \beta _{ij}+U_{ijk}}
Daarin is:
{\displaystyle X_{ijk}} de opbrengst van aar nummer {\displaystyle k=1,\ldots ,K} van soort {\displaystyle i=1,\ldots ,I}  op grond {\displaystyle j=1,\ldots ,J}
{\displaystyle \mu } de verwachte opbrengst gemiddeld over alle soorten en gronden
{\displaystyle \alpha _{i}} de bijdrage aan de opbrengst van soort {\displaystyle i}
{\displaystyle \beta _{j}} de bijdrage aan de opbrengst van grond {\displaystyle j}
{\displaystyle U_{ijk}} de eigen specifieke bijdrage van aar {\displaystyle k} van soort {\displaystyle i} op grond {\displaystyle j}; onderling onafhankelijk en {\displaystyle N(0,\sigma ^{2})-}verdeeld verondersteld.
De term
{\displaystyle \alpha \beta _{ij}}
de zogenaamde interactieterm behoeft nog wat nadere verklaring. Niet altijd neemt men deze op in het model. Als er reden is om aan te nemen dat een bepaalde soort tarwe het beter doet op de ene grondsoort en een andere soort weer beter groeit op een andere grondsoort, is er sprake van interactie tussen de tarwesoort en de grondsoort. Om het effect daarvan in het model te beschrijven, neemt men de bovengenoemde interactieterm op. Het is gebruikelijk deze weer te geven met de symbolen van de interagerende factoren, hier dus {\displaystyle \alpha } en {\displaystyle \beta } (dus niet te lezen als het product van beide!)
De analyse van de variantie houdt nu in dat de totale kwadratensom als volgt uiteengelegd wordt (ook hier wordt weer door een · aangegeven dat over de betrokken index gemiddeld is):
{\displaystyle SST=SSA+SSB+SSAB+SSR},
waarin:
{\displaystyle SST=\sum _{ijk}(X_{ijk}-X...)^{2}} de totale kwadratensom is
{\displaystyle SSR=\sum _{ijk}(X_{ijk}-X_{ij}.)^{2}} de kwadratensom van de residuen
{\displaystyle SSAB=\sum _{ijk}(X_{ij}.-X_{i}..-X._{j}.+X...)^{2}} de kwadratensom van de interactie
{\displaystyle SSA=\sum _{ijk}(X_{i}..-X...)^{2}} de kwadratensom van de factor A, "soort"
{\displaystyle SSB=\sum _{ijk}(X._{j}.-X...)^{2}} de kwadratensom van de factor B, "grond".
Het kan worden bewezen dat de vier verschillende kwadraatsommen waaruit de totale kwadratensom bestaat, onderling onafhankelijk zijn. Elk van de kwadratensommen is, gedeeld door de variantie {\displaystyle \sigma ^{2}} van de storingsterm, onder de veronderstelling dat het betreffende effect niet bestaat, {\displaystyle \chi }-kwadraatverdeeld, en wel:
{\displaystyle SSR/\sigma ^{2}\sim \chi ^{2}(IJ(K-1))}
{\displaystyle SSAB/\sigma ^{2}\sim \chi ^{2}((I-1)(J-1))}
{\displaystyle SSA/\sigma ^{2}\sim \chi ^{2}(I-1)}
{\displaystyle SSB/\sigma ^{2}\sim \chi ^{2}(J-1)}
{\displaystyle SST/\sigma ^{2}\sim \chi ^{2}(IJK-1)}